# Isolembidium
Isolembidium là một chi rêu trong họ Lepidoziaceae.